# Theodor Gohl

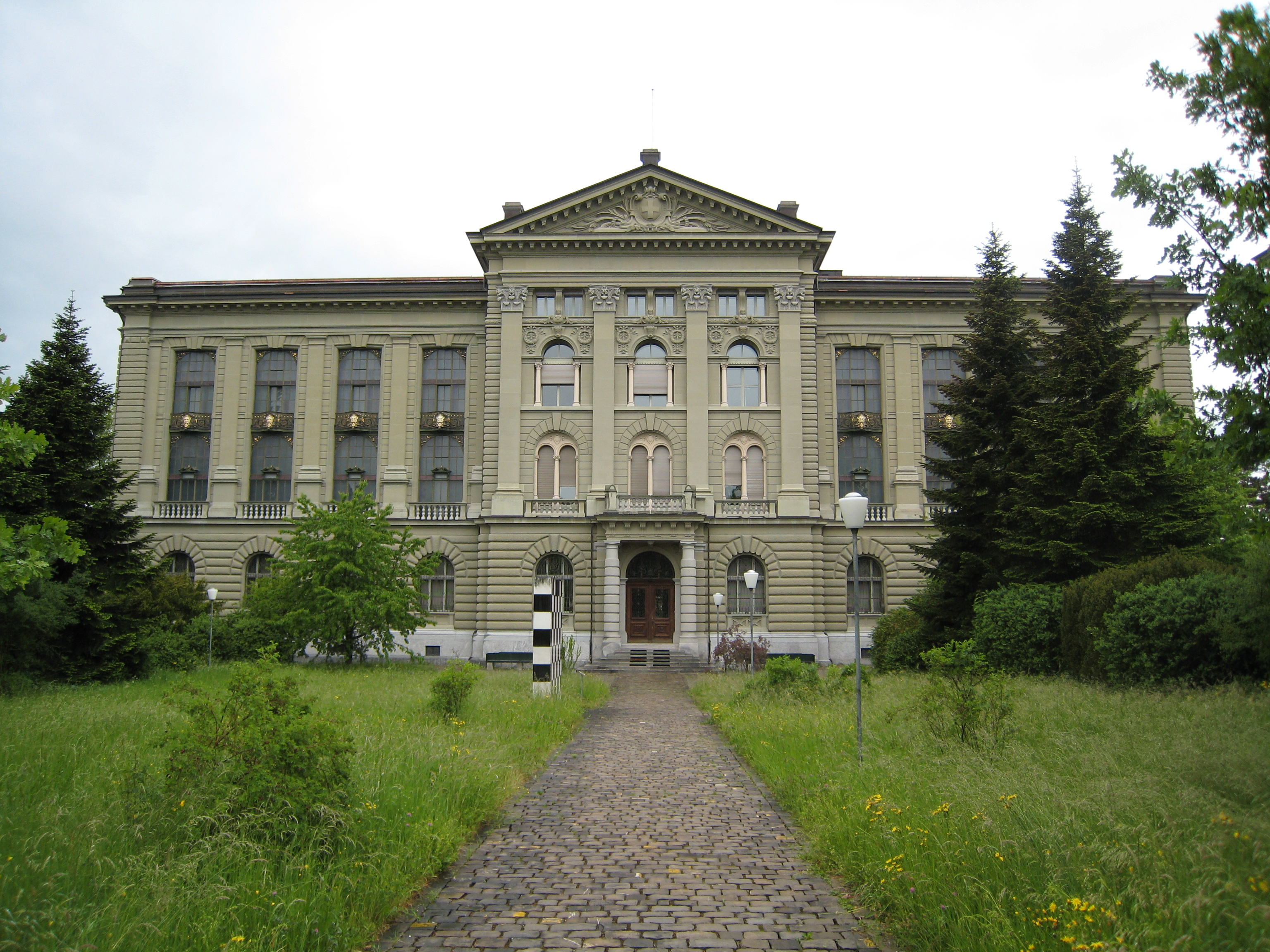
Schweizerisches Bundesarchiv

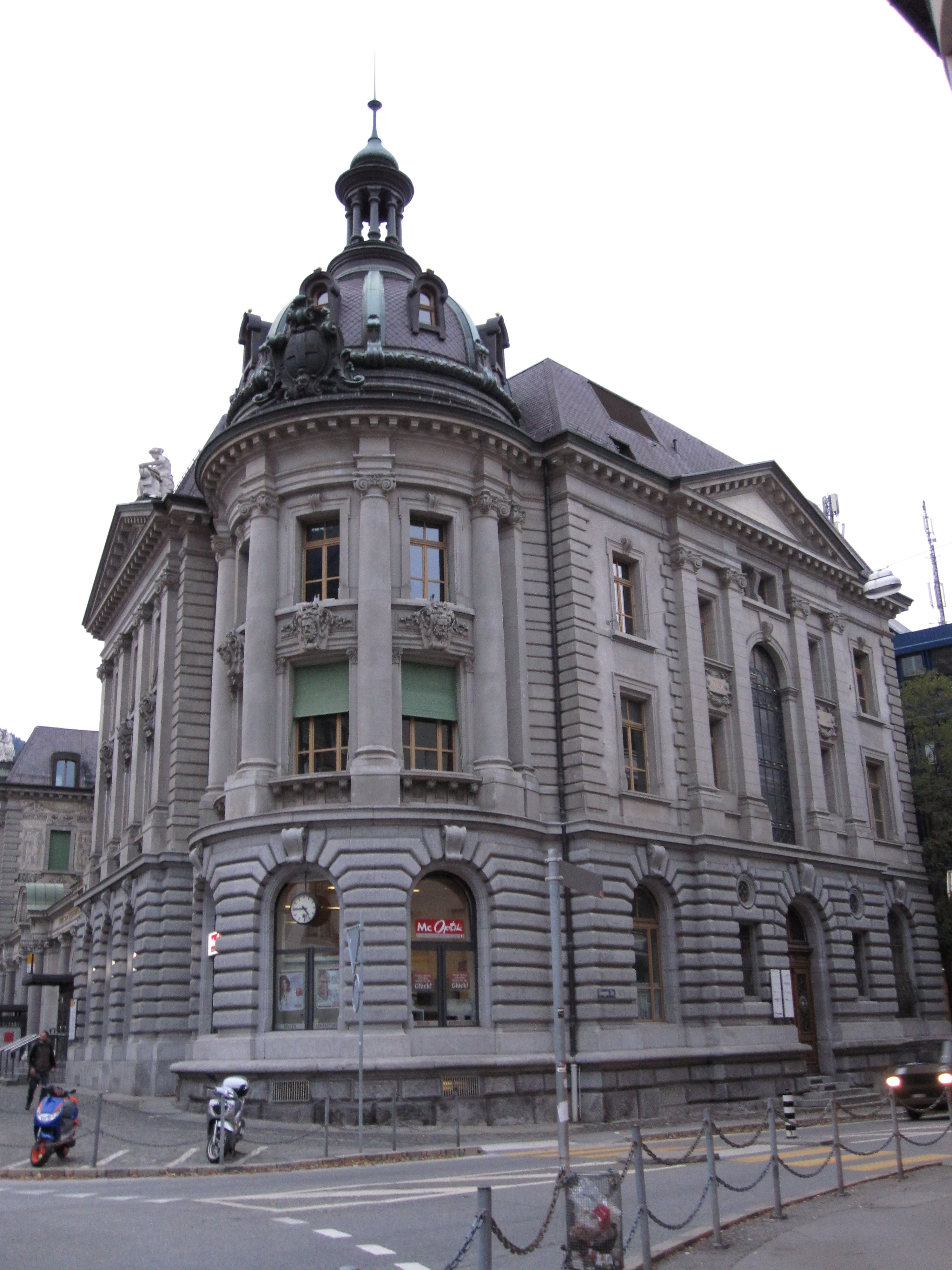
Hauptpost Chur

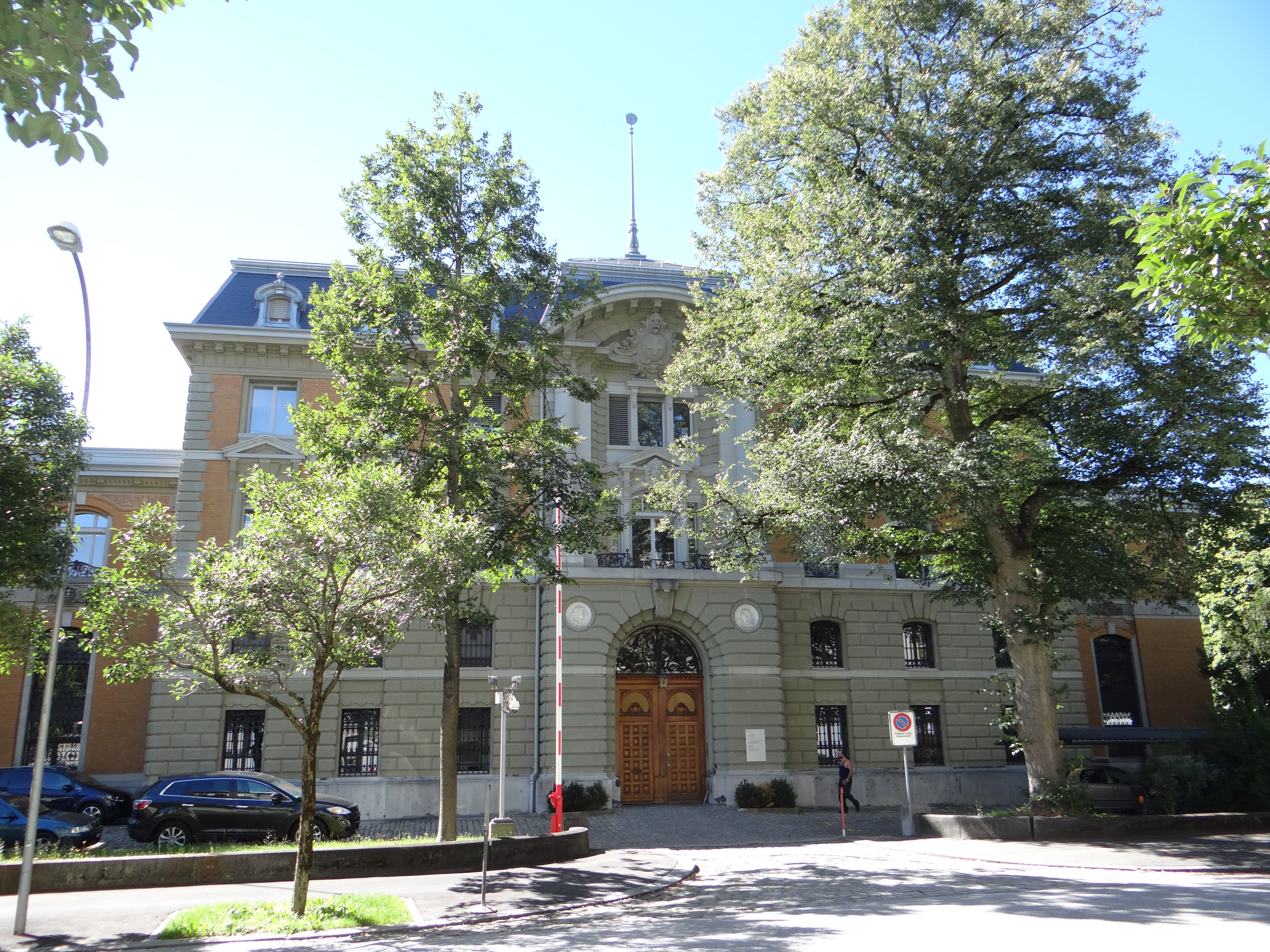
Eidgenössische Münzstätte

Theodor Gohl (* 22. März 1844 in Aarberg; † 1. Oktober 1910 in Basel) war ein Schweizer Architekt, 1875 bis 1880 Stadtbaumeister von Winterthur, 1880 bis 1891 Kantonsbaumeister von St. Gallen und 1892 bis 1910 oberster Architekt der Direktion der Eidgenössischen Bauten.

## Ausbildung und Karriere
Nach dem Besuch des Realgymnasiums in Bern studierte Gohl von 1861 bis 1865 am Eidgenössischen Polytechnikum in Zürich. Nach erster Berufstätigkeit in Zürich bei der Bauunternehmung Locher sowie in Baden bei Robert Moser und in Genf bei Charles Elles unternahm er 1870/71 eine 14-monatige Studienreise nach Italien. Anschliessend wurde er Adjunkt des Berner Kantonsbaumeisters Friedrich Salvisberg.
1875 wurde er Stadtbaumeister von Winterthur, wo er 1877–78 das Hauptgebäude des 1874 gegründeten Technikums entwarf. 1880 wurde er für elf Jahre Kantonsbaumeister von St. Gallen. Hier entstand nach seinen Plänen etwa um 1885 die Psychiatrische Klinik in Wil und in den 1890er Jahren die Entbindungsklinik in St. Gallen.
Ab 1891 wurde er in Bern Architekt in der 1888 gegründeten Direktion der Eidgenössischen Bauten, wo er, nach einer kurzen Lehrtätigkeit am Technikum Biel, 1892 zum Adjunkten gewählt wurde. Damit war er in dem vom Ingenieur Arnold Flükiger geführten Amt während der achtzehn Jahre bis zu seinem Tode dessen oberster Architekt. Dort entwarf er unter anderem 1896 bis 1899 das Gebäude des heutigen Bundesarchivs und bis 1906 die Eidgenössische Münzstätte im Berner Kirchenfeldquartier sowie mehrere Postbauten in der ganzen Schweiz. Zuletzt wurde das Gebäude der Eidgenössischen Landestopografie fertiggestellt, in dem zwischenzeitlich das Bundesamt für Umwelt, Wald und Landschaft untergebracht war. Theodor Gohl verstarb bei einer Dienstreise überraschend an einem Hirnschlag.

## Werke (Auswahl)
- Technikum, Winterthur 1877–78
- Psychiatrische Klinik, Wil um 1885
- Strafanstalt, Umbau, St. Gallen 1884–86 (1958 abgebrochen, heute OLMA-Areal)
- Reithalle und Stallungen beim Alten Zeughaus, St. Gallen 1889
- Entbindungsanstalt, St. Gallen 1894–95
- Postgebäude, Glarus 1896
- Postgebäude, Frauenfeld 1897–98
- Schweizerisches Bundesarchiv und Landesbibliothek, Bern 1896–99
- Schulhaus St. Fiden, St. Gallen 1899
- Hauptpost, Freiburg 1897–1900
- Eidgenössische Armee-Apotheke, Flüelen 1901 (Umbau des ehemaligen Hotels «Unterhof»)
- Postgebäude, Herisau 1902
- Postgebäude, Chur 1905 (mit Jean Béguin)
- Eidgenössische Münzstätte, Bern 1903–1906
- Bahnpost, Basel 1905–1907 (abgebrochen 1975)
- Postgebäude, Lugano 1909–1912
- Eidgenössische Landestopografie, Bern 1902–1914